# ティルマンガラム
ティルマンガラム（திருமங்கலம்：Thirumangalam）は、インド南部のタミル・ナードゥ州マドゥライ県にある都市。ティルマンガラム郡の中心都市である。

## 地理
| 県外 - チェンナイまで 462km - ティルッチラーッパッリまで 143km - コーヤンブットゥールまで 242km - カンニヤークマリまで 227km | 県内 - マドゥライまで 15km - ティルッパランクンダムまで 10km - セーダッパッティまで 15km |

## 政治
ティルマンガラム選挙区では、2001年の州議会議員選挙ではAIADMKのK・カーリムットゥが当選し、2006年の州議会議員選挙ではMDMKのヴィーラ・ラヴァラージャンが当選した。